# Paranaíta
Paranaíta is een gemeente in de Braziliaanse deelstaat Mato Grosso. De gemeente telt 12.113 inwoners (schatting 2009).